# Nesthy Petecio
Nesthy Alcayde Petecio (* 11. April 1992 in Santa Cruz, Davao) ist eine philippinische Boxerin im Federgewicht. Sie ist die erste philippinische Boxerin, die eine Medaille bei den Olympischen Spielen 2020 in Tokio gewann. Bei den Weltmeisterschaften in Ulan-Ude 2019 gewann sie die Goldmedaille und 2021 die Silbermedaille bei den Olympischen Spielen 2020 in Tokio. Während der Schlussfeier war sie die Fahnenträgerin ihrer Nation. 2024 in Paris gewann sie Bronze.

## Erfolge im Boxsport
Nesthy Petecio begann im Alter von sieben Jahren in ihrer Geburtsstadt Davao mit dem Boxen. Ihr Vater Teodoro brachte ihr schon als Kind das Boxen bei, später ermöglichte sie durch ihre Boxerfolge der Familie ein zusätzliches Einkommen: „Ich habe mich für das Boxen entschieden, weil ich meiner Familie helfen und kostenlos studieren kann. Der Sport bietet mir eine Menge Möglichkeiten. Am Anfang war es nicht meine Wahl. Es war mehr zur Selbstverteidigung.“ Im Jahr 2007 begann sie mit dem Wettkampfsport, als sie von der Amateur Boxing Association of the Philippines-Calinan Boxing Team trainiert wurde.
Sie gewann im Bantamgewicht Silber bei den Südostasienspielen 2011 in Palembang, Bronze bei den Asienmeisterschaften 2012 in der Mongolei, Silber bei den Südostasienspielen 2015 in Singapur und Silber bei den Asienmeisterschaften 2015 in China.
In der Federgewichtsklasse gewann sie Silber bei den Südostasienspielen 2013 in Naypyidaw und startete bei den Weltmeisterschaften 2014 in Jeju-si, wo sie unter anderem die Weltmeisterin von 2012, Tiara Brown, besiegen konnte und erst im Finale gegen Sinaida Dobrynina unterlag. 2019 gewann sie die Weltmeisterschaften in Ulan-Ude und bezwang dabei Jucielen Romeu, Stanimira Petrowa, Jieru Qiao, Sena Irie, Karriss Artingstall und Ljudmila Worontsowa, darüber hinaus gewann sie im selben Jahr auch erstmals die Südostasienspiele auf den Philippinen.
Aufgrund ihrer Ranglistenplatzierung erhielt sie von der IOC Boxing Task Force einen Startplatz im Federgewicht für die 2021 in Tokio ausgetragenen Olympischen Spiele. Bei Olympia siegte sie gegen Marcelat Matshu, Lin Yu-ting, Yeni Arias und Irma Testa, ehe sie im Finalkampf gegen Sena Irie unterlag und die olympische Silbermedaille erreichte.
Bei den Olympischen Spielen 2024 in Paris gewann sie die Bronzemedaille.
Nesthy Petecio lebt offen lesbisch und setzt sich für Minderheiten und die LGBT Community ein. Nach der Medaillenvergabe sagte sie: „Ich bin stolz, Teil der LGBTQ-Community zu sein“.

### Weitere Ergebnisse
- Asienmeisterschaften 2019 in Bangkok: Achtelfinale im Federgewicht[13]
- Weltmeisterschaften 2018 in Neu-Delhi: zweite Vorrunde im Federgewicht[14]
- Asienspiele 2018 in Jakarta: Achtelfinale im Federgewicht[15]
- Asienmeisterschaften 2017 in Ho-Chi-Minh-Stadt: Achtelfinale im Federgewicht[16]
- Weltmeisterschaften 2016 in Astana: zweite Vorrunde im Fliegengewicht[17]
- Asienspiele 2014 in Incheon: Viertelfinale im Leichtgewicht[18]
- Weltmeisterschaften 2012 in Qinhuangdao: Vorrunde im Fliegengewicht[19]
- Weltmeisterschaften 2010 in Bridgetown: Viertelfinale im Bantamgewicht[20]
- Asienmeisterschaften 2010 in Astana: Achtelfinale im Federgewicht[21]
- Asian Indoor & Martial Arts Games 2009 in Bắc Ninh: Viertelfinale im Bantamgewicht[22]